# Epinephelus fuscoguttatus
Epinephelus fuscoguttatus es una especie de peces de la familia Serranidae en el orden de los Perciformes.

## Morfología
Los machos pueden llegar alcanzar los 120 cm de longitud total y los 11 kg de peso.

## Distribución geográfica
Se encuentra desde el mar Rojo y el África Oriental hasta Samoa, Japón y Australia.